# Pinnotheres
A Pinnotheres a felsőbbrendű rákok (Malacostraca) osztályának tízlábú rákok (Decapoda) rendjébe, ezen belül a Pinnotheridae családjába tartozó nem.

## Rendszerezés
A nembe az alábbi 52 faj tartozik:
- Pinnotheres atrinae Sakai, 1939
- Pinnotheres bidentatus Sakai, 1939
- Pinnotheres boninensis Stimpson, 1858
- Pinnotheres corbiculae Sakai, 1939
- Pinnotheres coutierei Nobili, 1906
- Pinnotheres cyclinus Shen, 1932
- Pinnotheres dilatatus Shen, 1932
- Pinnotheres excussus Dai, Feng, Song & Chen, 1980
- Pinnotheres globosus Hombron & Jacquinot, 1846
- Pinnotheres gordoni Shen, 1932
- Pinnotheres guerini H. Milne Edwards, 1853
- Pinnotheres haiyangensis Shen, 1932
- Pinnotheres hickmani (Guiler, 1950)
- Pinnotheres hirtimanus H. Milne Edwards, 1853
- Pinnotheres jamesi Rathbun, 1923
- Pinnotheres kamensis Rathbun, 1909
- Pinnotheres kutensis Rathbun, 1909
- Pinnotheres lanensis Rathbun, 1909
- Pinnotheres laquei Sakai, 1961
- Pinnotheres latipes Jacquinot in Hombron & Jacquinot, 1846
- Pinnotheres lithodomi Smith, 1870
- Pinnotheres luminatus Dai, Feng, Song & Chen, 1980
- Pinnotheres lutescens Nobili, 1906
- Pinnotheres mactricola Alcock, 1900
- Pinnotheres maindroni Nobili, 1906
- Pinnotheres nigrans Rathbun, 1909
- Pinnotheres obesus Dana, 1852
- Pinnotheres obscuridentata Dai & Song, 1986
- Pinnotheres obscurus Stimpson, 1858
- Pinnotheres onychodactylus Tesch, 1918
- Pinnotheres ostrea (Aikawa, 1933)
- Pinnotheres paralatissimus Dai & Song, 1986
- Pinnotheres parvulus Stimpson, 1858
- Pinnotheres pectunculi Hesse, 1872
- Pinnotheres perezi Nobili, 1905
- Pinnotheres pholadis De Haan, 1835
- Pinnotheres pichilinquei Rathbun, 1923
- Pinnotheres pilulus Dai, Feng, Song & Chen, 1980
- Pinnotheres pisum (Linnaeus, 1767)
- Pinnotheres pubescens (Holmes, 1895)
- Pinnotheres pugettensis Holmes, 1900
- Pinnotheres quadratus Rathbun, 1909
- Pinnotheres sebastianensis (Rodrigues da Costa, 1970)
- Pinnotheres serrignathus Shen, 1932
- Pinnotheres shoemakeri Rathbun, 1918
- Pinnotheres siamensis Rathbun, 1909
- Pinnotheres socius Lanchester, 1902
- Pinnotheres taichungae K. Sakai, 2000
- Pinnotheres taylori Rathbun, 1918
- Pinnotheres trichopus Tesch, 1918
- Pinnotheres tsingtaoensis Shen, 1932
- Pinnotheres vicajii Chhapgar, 1957

A fenti elfogadott fajok mellett, még van 4 nomen nudum is:
- Pinnotheres orientalis White, 1847 (nomen nudum)
- Pinnotheres orientalis Woodward, 1886 (nomen nudum)
- Pinnotheres orientalis Adams in Belcher, 1848 (nomen nudum)
- Pinnotheres pecteni Hornell & Southwell, 1909 (nomen nudum)

Korábban még 122 másik taxonnév is idetartozott, azonban azok a fentiek szinonimáinak bizonyultak, vagy át lettek helyezve más nemekbe.